# 莉茲·博登
莉茲·安德魯·博登（英語：Lizzie Andrew Borden，1860年7月19日—1927年6月1日）是涉嫌於1892年在麻薩諸塞州瀑河城犯下斧頭謀殺案的美國女性。
莉茲·博登在案發前試圖購買毒藥、案發後證詞矛盾，因此被逮捕接受審判。辯護律師將她塑造為出身良好、受過教育的女性，不可能犯下如此暴行。法官拒絕接受對她不利的證據，控方幾乎沒有發揮的空間。經過一個小時審判，陪審團宣布無罪釋放。坊間流傳著莉茲的姐姐艾瑪·博登、舅舅約翰·摩斯等人犯案的陰謀論，但除了莉茲以外，這宗謀殺案沒有其他被正式指控的嫌疑犯。
父親和繼母去世後，姐妹倆用所得的遺產買下一棟房子，過著奢侈的生活。姐妹在瀑河城的社區中受到排斥，因此很少外出，莉茲也轉而向戲劇尋求慰藉。一次莉茲舉辦的派對結束後，艾瑪離開了家，從此姐妹倆未再相見。即使被當地居民排斥，莉茲仍選擇在瀑河城度過餘生。她在66歲時因肺炎而過世，幾天後姐姐艾瑪也隨之去世。
莉茲·博登、博登謀殺案及審判是美國流行文化的主題，出現在許多電影、戲劇、文學和民謠當中。當時，維多利亞時代的性別刻板印象認為女性天生脆弱，因此她在1950年代成為了女性主義象徵。時至今日，莉茲·博登在瀑河城仍然知名。

## 早年

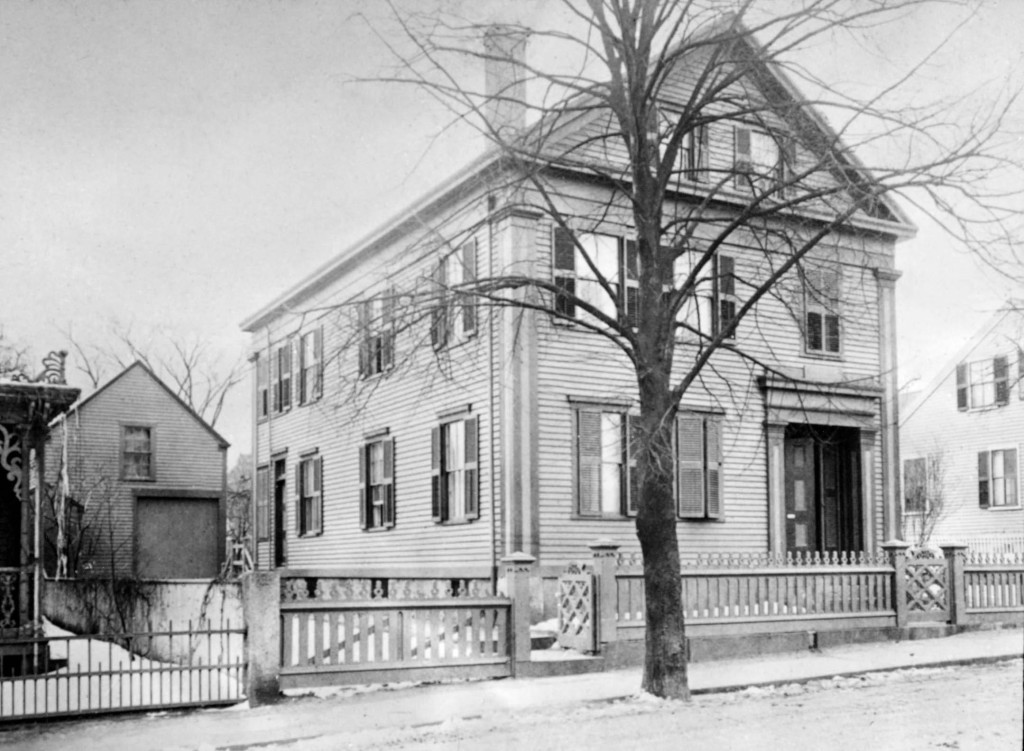
博登大宅，位於麻薩諸塞州瀑河城第二街92號

莉茲·安德魯·博登出生於1860年7月19日的麻薩諸塞州瀑河城，母親為莎拉·安東尼·博登（原姓摩斯，1823年—1863年），父親則為安德魯·傑克森·博登（1822年—1892年）。安德魯有英國和威爾斯血統，是當地望族後裔，卻生活簡樸，年輕時經濟困難，不過最後靠著家具和棺材業發家致富，躍升為成功的不動產開發商。他曾任多家紡織廠經理，擁有商業地產，更曾擔任聯合儲蓄銀行行長、杜菲保險箱和信託公司的經理。他過世時，遺產總值為300,000美金（相当于2022年的$9,771,000）。
安德魯很富裕，卻以節儉而聞名。例如，當時富人家通常會裝設自來水和電力，博登家卻沒有。博登大宅坐落富裕地區，但瀑河城的富人（包括安德魯的堂表親）更流行住在離城市工業區有一段距離的山丘區。
莉茲和姐姐艾瑪·萊諾拉·博登（1851年—1927年）接受了有宗教色彩的教育，並參加中央公理會教堂。莉茲積極參加教會活動，比如教導移民到美國的孩子主日學。她參加宗教團體，擔任基督教奮進青年協會的財務主管，並且參加社會運動，像是基督教婦女禁酒聯盟。她也是女士之果、花卉使命的成員。
莉茲的母親去世三年後，父親安德魯與艾比·杜菲·格雷（1828年—1892年）再婚。莉茲稱艾比為「博登夫人」，懷疑他們的關係不真誠，她相信艾比嫁給安德魯是為了財富。博登夫婦的女傭，25歲的愛爾蘭移民布莉姬·蘇利文，小名瑪姬，作證說姐妹倆很少跟父母一起吃飯。1892年5月，安德魯用短柄斧在穀倉裡殺死了好幾隻鴿子，因為他覺得鴿子會引來當地兒童獵捕。莉茲剛為鴿子搭建了棲息地，人們認為她因此不安，但這個說法的真實性存疑。1892年7月，博登家大吵了一架，於是兩姐妹延長了在新貝德福德的「假期」。謀殺案發生前一周，莉茲回到瀑河城後，在當地的出租房住了四天，然後才返回博登大宅。
謀殺案發生前的幾個月，博登家的氣氛越來越緊張，尤其是安德魯送艾比的親人贈送房地產的問題。艾比的姐姐收到一棟房子後，莉茲和艾瑪以1美金向安德魯購買了一棟出租房地產（她們一直住到母親去世前的房子）；謀殺案發生前幾週，她們以5,000美金（相当于2024年的$175,000）的價格把房產賣回去給安德魯。謀殺案前一天晚上，姐妹倆的舅舅約翰·文尼庫姆·摩斯到訪，與安德魯討論生意。
謀殺案發生前幾天，全家人都病得不輕。博登家族的親信推測，是留在爐子上好幾天的綿羊肉導致的。安德魯在瀑河城不受歡迎，因此艾比擔心是下毒。

## 博登謀殺案

### 1892年8月4日，禮拜四
摩斯在8月3日晚抵達博登大宅，當晚睡在客房。隔天早上，安德魯、艾比、莉茲、摩斯和蘇利文都在場，早餐後，安德魯和摩斯到客廳聊了將近一小時。摩斯上午8點48分左右出發，進城買了兩隻牛、探望侄女，打算在中午回博登家吃午餐。上午9點過後，安德魯去晨間散步。
打掃客房是莉茲和艾瑪的日常工作，艾比卻在上午9:00至10:30之間的某個時段上樓整理了床鋪。根據法醫調查，艾比被襲擊時面對兇手。首先，短柄斧擊中頭側、割傷耳朵上方，艾比轉身臉朝下摔倒在地，鼻子、前額挫傷。接著，兇手砍了她好幾次（後腦勺被直接砍了十七次）導致她死亡。
安德魯上午10:30左右回來時，因為鑰匙打不開而敲了門。蘇利文開門時，發現門卡住了而咒罵一聲。後來蘇利文作證，此時她聽到莉茲大笑。她沒看到莉茲，但笑聲是從樓梯上面傳來的。這段證詞意義重大，因為此時艾比已經死了，二樓的所有人都看得到屍體。後來莉茲否認人在樓上，並作證：父親問她艾比在哪裡，她便說信使為艾比捎來訊息，要艾比去探望生病的朋友。
蘇利文表示，她隨後脫掉了安德魯的靴子，幫他穿上拖鞋，接著他便躺在沙發上小睡（這個細節與犯罪現場的照片矛盾，照片中的安德魯穿著靴子）。蘇利文作證，上午11點10分左右，她在三樓的房間裡休息、擦窗戶，此時她聽到樓下的莉茲大喊：「瑪姬，快來！父親死了。有人進來殺了他。」
安德魯癱倒在樓下客廳的沙發上，被疑似短柄斧的武器攻擊了十到十一次。他的一隻眼睛被乾淨俐落地分成兩半，表示他被襲擊時正在睡覺。他的傷口還在流血，表示襲擊剛發生。家庭醫生鮑文從街對面的家趕來，宣布兩名受害者死亡。警探估計安德魯的死亡時間約為上午11:00。

### 調查過程
莉茲給警察的說詞奇怪又矛盾。報警時，莉茲說進入房子前聽到了呻吟、刮擦聲和求救，兩小時後卻說她什麼都沒聽到就進屋，不知道發生了什麼事。警察詢問莉茲艾比在哪裡時，她回憶說艾比收到了一張紙條，要艾比去探望生病的朋友。
大部分審訊莉茲的警官都不喜歡她的「態度」，有的人認為她冷靜過了頭。即使莉茲的行為和不在場證明可疑，警方卻沒有檢查她身上是否有血跡。警方確實搜查了她的房間，但只是大概檢查一下。審判的時候，警方承認沒有合理搜查，因為莉茲不舒服。因此，警方被批評怠忽職守。
警方在地下室發現兩把短柄斧、兩把斧頭，還有手柄破損的短柄斧頭，因此這把短柄斧頭被稱為「無柄斧頭」。「無柄斧頭」被懷疑是凶器，因為手柄上的斷裂看起來是新的，而且短柄斧的斧頭上的灰塵與其他工具不同，好像是有人為了讓它看起來像放在地下室有一段時間而故意抹上的。不過，這些工具都沒被警方拿走。謀殺案發生前，這家人罹患了神秘的疾病，因此警方檢測了牛奶和受害者的胃（在博登家飯廳驗屍時取出），但未驗出毒物。不過，莉茲因為案發前一天向藥師購買「稀釋的氫氰酸」而受到居民懷疑。
8月4日晚上，警察在房子周圍駐守，姐妹的朋友艾莉絲·羅素來到博登家陪伴她們過夜，摩斯則睡在閣樓的客房。一名警官目擊了莉茲與羅素帶著煤油燈和污水桶進入地下室，好像是在深夜跑去上廁所了。十五分鐘過後，莉茲又獨自前往地下室，雖然警官看不到她在做什麼，但他說她似乎在洗手盆旁彎下了腰。
8月5日晚上，摩斯離開博登大宅去郵局，卻遭到數百人包圍，警察不得不護送他回家。第二天，警方徹底搜查了房子，檢查姐妹倆的衣服，沒收「無柄斧頭」。當晚，警察和市長來到這所房子，告訴莉茲她成為了這宗謀殺案的嫌犯。第二天早上，羅素走進廚房，發現莉茲正在撕毀一件衣服。莉茲解釋，她打算把衣服燒掉，因為衣服沾到油漆了。目前還無法確定這件衣服是不是她在謀殺當天所穿的。

### 司法審訊
莉茲的司法審訊訂於8月8日。州法規定必須私下審訊，莉茲要求家庭律師出席被拒。她定期服用嗎啡鎮定情緒，所以證詞可能受到影響。莉茲反覆無常，經常拒絕回答問題，就算答案對她有利也一樣。莉茲經常自相矛盾，跳躍式敘述早上的情況，例如說她父親回家時她正在廚房裡看雜誌，然後說她在餐廳裡熨衣服，接著又說她正要下樓梯。
地方檢察官咄咄逼人。8月11日，莉茲被逮捕入獄。那時的報紙指出，莉茲「舉止冷漠」、「咬著嘴唇，紅著臉，弓起腰走向亞當斯律師」，而根據報導，司法審訊的證詞「導致她的朋友改變了看法，此前他們都堅持她無罪」。這次調查受到全國媒體的關注，《波士頓環球報》甚至發表長達三頁的文章。大陪審團於11月7日開始聽取證據，莉茲則於12月2日被起訴。

### 審判無罪

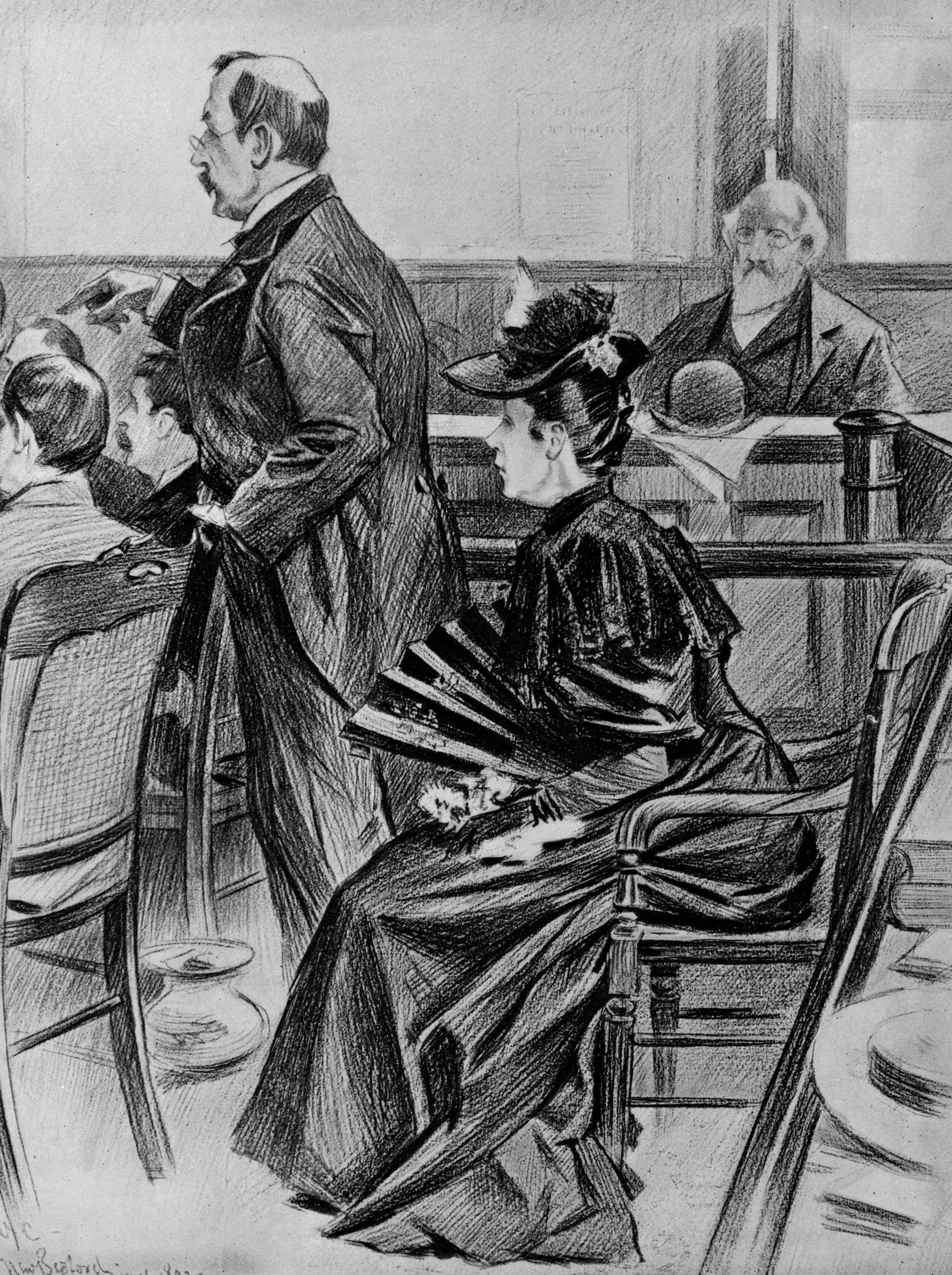
審判中的莉茲·博登插畫

莉茲·博登的審判於1893年6月5日在新伯福舉行。控方律師是何西亞·M·諾爾頓和未來的美國最高法院大法官威廉·H·穆迪；辯方律師則有安德魯·V·詹寧斯、梅爾文·O·亞當斯、前麻薩諸塞州州長喬治·D·羅賓遜。

6月1日，瀑河城發生了另一宗斧頭殺人案。這次的受害者是柏莎·曼徹斯特，她在廚房被殘忍砍死。陪審團也注意到了曼徹斯特案與博登案的相似之處。然而，葡萄牙移民荷西·科雷亞·德·梅洛後來於1894年被判殺害曼徹斯特的謀殺罪，他在博登案發生時不在瀑河城附近。

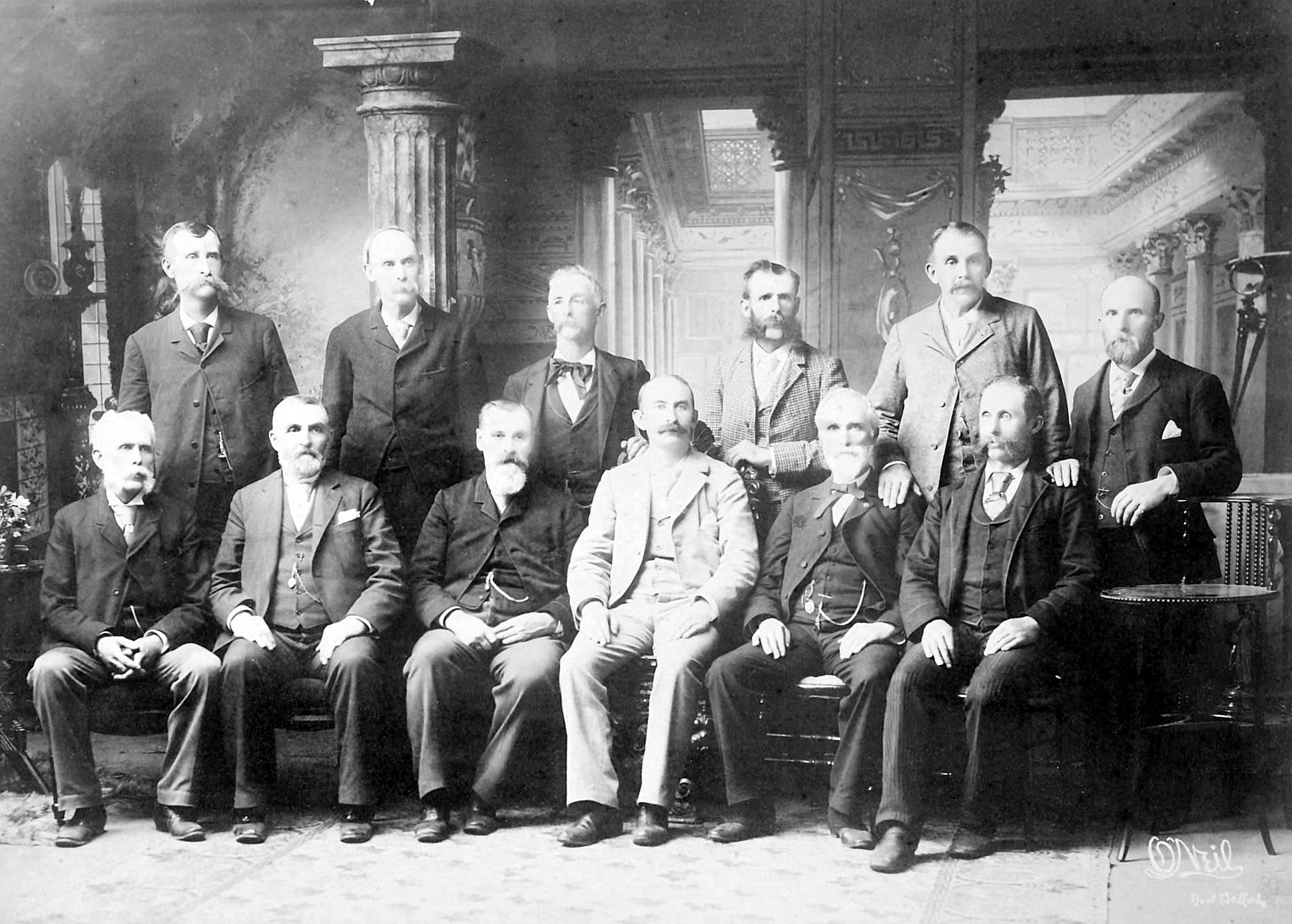
宣告莉茲無罪的陪審團合照

審判期間（或報導中）的一個討論重點是在地下室發現的「無柄斧頭」，控方未能說服陪審團它就是兇器。檢察官辯稱，兇手移除斧柄是因為上面會有血跡。一名警官作證，手柄就在短柄斧的斧頭附近，但另一名警官提出異議。雖然現場沒有發現血跡的衣物，但羅素作證，她在1892年8月8日目擊了莉茲在廚房爐灶燒掉連衣裙，說是擦油漆時被濕油漆弄髒的。審判過程中，辯方從未質疑羅素的陳述。此外，莉茲是否在家也成為焦點。根據證詞，蘇利文於上午約10:58進入二樓，留莉茲和安德魯在樓下。莉茲告訴很多人，這時候她在穀倉待了「二十分鐘，或大概半個小時」。辯方證人海曼·盧賓斯基在上午11:03看到莉茲離開穀倉，查爾斯·加德納也證實是這個時間。上午11:10，莉茲喚蘇利文下樓，告訴她安德魯已經被殺，命令她不要進入房間，派她去找醫生。
兩位受害者的頭在驗屍期間被移除，在1893年6月5日的審判中作為證據，莉茲在法庭上看到這些頭時暈了過去。然而，法官認為莉茲第一次作證時未得到充分法律援助，供詞也有許多矛盾，因此宣布供詞無效。他亦不考慮藥師的證詞，因為他認為購買有毒物質不表示有意毒害他人。這兩個判斷否定了控方的主要論點，因此備受批評。1893年6月20日，副法官賈斯汀·杜威在陪審團審理前發表了冗長的聲明，支持辯方論點。
陪審團審議一個半小時後，決定無罪釋放莉茲·博登。莉茲走出法院時，告訴記者她是「世界上最幸福的女人」。麻薩諸塞州外的報紙和女權團體將莉茲描繪為警方無能下的受害者，並且以莉茲對教堂的付出為理由，認定她不可能仇恨犯罪。這次審判被與布魯諾·豪普特曼、愛塞和朱利斯·羅森伯格以及O·J·辛普森的審判相提並論，皆是美國法律程序史上備受公眾和媒體關注、宣傳的案件。

### 案件推測
即使被判無罪，莉茲仍然是謀殺案的主要嫌疑人。作家維多莉亞·林肯在1967年提出，她可能在抽離現實的狀態中殺害了父親和繼母。另一種常見說法是，她被父親身體虐待和性虐待，因此有殺人的動機。這個說法沒有根據，而且人們當時不討論性虐待。謀殺案發生時當地報紙暗示了這種說法，1992年學者瑪西婭·卡萊爾在論文重新提起了這個說法。作家伊凡·亨特（為人所知的筆名是艾德·麥克班恩）在1984年的小說《莉茲》中提出，莉茲與蘇利文私會被發現而殺人。麥克班恩在1999年的訪問中說明，他推測艾比撞見兩人時反應厭惡，因此莉茲用燭台殺死了艾比。莉茲在安德魯回家時向他坦白，然而對方的反應與艾比相同，莉茲便勃然大怒，用斧頭殺死安德魯。他進一步推測，蘇利文隨後將斧頭棄於某處。在莉茲晚年，因為她與演員南絲·歐尼爾過從甚密，出現了她是同性戀的傳言。蘇利文後來與在蒙大拿州比尤特市工作時認識的男性結婚。1948年，蘇利文在比尤特市去世。據說，她在臨終時向姐姐坦白，她在法庭上改變證詞是為了保護莉茲。

#### 其他嫌犯
另一名重大嫌疑人是莉茲的舅舅約翰·摩斯，他從姐姐去世後就很少與家人見面，謀殺案前一晚卻睡在大宅裡。根據執法部門的說法，他對艾比·博登之死提供了「完美得荒謬，過於詳細的不在場證明」。摩斯也曾被警方視為嫌疑人。名為威廉·博登的男子被懷疑是安德魯的私生子，作家阿諾德·布朗認為他是可能的嫌犯，推測威廉曾勒索「父親」的錢。作家倫納德·雷貝洛研究威廉·博登的資料，最後證明他不是安德魯的兒子。艾瑪當時在距離瀑河城24（15英里）的費爾黑文，但犯罪作家法蘭克·斯皮林在1984年的著作《莉茲》中提出，她可能低調返家，殺害父母後回到費爾黑文，接收告知她發生謀殺案的電報。

## 晚年
審判結束後，博登姐妹搬到瀑河城山丘區的大型現代住宅。此時，莉茲開始使用新名字：莉白·A·博登。莉茲稱新居為梅波克羅夫特，家中有女僕、管家、馬車夫。艾比被判定比安德魯早去世，因此財產先轉給安德魯，再作為他的財產轉給兩位女兒，裡頭扣除了一大筆給艾比家人的和解金。
即使被判無罪，莉茲仍被瀑河城排斥，因此莉茲投向戲劇的懷抱。1897年她被控在羅德島的普羅維登斯行竊，再次引发了公众的关注。1904年，莉茲與貧窮的演員南絲·歐尼爾成為至交，結束與世隔絕的生活。1905年，艾瑪在莉茲為南絲舉辦的派對與莉茲大吵後離家，從此姐妹再也沒有聯絡。

## 逝世
在生命的最後一年，莉茲因膽囊切除手術而身體欠佳，1927年6月1日在瀑河城死於肺炎。葬禮細節未知，出席者只有幾人。九天後，艾瑪在新罕布夏州紐馬克特的療養院因慢性腎炎去世。艾瑪於1923年搬到此處，既是為了健康，也是為了避免關於謀殺案的書出版後，人們會再次關注她。兩姐妹都沒有結婚，安葬在橡樹林墓地的家族墓地。
莉茲去世時，資產超過25萬美元（相当于2024年的$6,073,000）。她擁有法國街和貝爾蒙特街交界處的一座房屋、幾棟辦公大樓、幾家公用事業公司的股份、兩輛汽車、大量珠寶。她捐了3萬美元給瀑河城動物救援聯盟，並拿出500美元信託用來永久維護父親的墓地。她的親密好友和一名堂表兄各獲得6,000美元（在1927年為鉅款），朋友和家人則獲得1,000到5,000美元之間的遺贈。

## 文化影響
學者安·斯科菲爾德指出：「博登的故事往往以兩種虛構形式之一呈現：悲劇的浪漫、女性主義的追求……隨著莉茲·博登的故事以押韻和虛構被創造、再創造，擁有美國流行神話或傳說的特質，有效地連結現在與過去。」
博登大宅現在是博物館兼1890年代風格的住宿加早餐飯店。審判的證據（包括短柄斧的斧頭）保存在瀑河城歷史學會。

### 民間童謠
博登案被寫成跳繩童謠永世流傳，以當時流行歌曲「Ta-ra-ra Boom-de-ay」的曲調演唱。其中，第二段歌詞罕為人知：
| Lizzie Borden took an ax And gave her mother forty whacks. And when she saw what she had done She gave her father forty-one. Andrew Borden now is dead, Lizzie hit him on the head. Up in heaven he will sing, on the gallows she will swing. | 莉茲·博登拾起斧， 給了媽媽四十刀。 當她看見所作為， 再給爸爸四十一。 安德魯·博登已逝， 莉茲擊中他腦袋。 他在天堂高歌韻， 她將絞於刑架邊。 |

民間認為這首童謠是匿名作家為了賣報紙而寫的，也有人認為作者是鵝媽媽。

### 改編作品
莉茲·博登的形象和博登謀殺案被改編為音樂、戲劇、電影、電視等作品。

#### 音樂
1961年，民謠團體查德·米奇爾三重奏在現場專輯《校園偉大的一天》中錄製了黑色幽默單曲《莉茲·博登》。這首歌於1962年登上《告示牌》百大熱門榜的第44名。

#### 戲劇
早期的舞台劇改編包括約翰·科爾頓和卡爾頓·邁爾斯於1933年創作的劇本《九松街》，莉蓮·吉許飾演以博登為原型的角色艾菲·霍爾登。1947年，莉蓮·德·拉·托雷寫了單幕劇《再見，莉茲·博登》。其他改編作品包括：1952年的百老匯音樂劇《新面孔》的歌曲《莉茲·博登》描繪了這宗案件。1948年阿格尼絲·德米爾的芭蕾舞劇《瀑河城傳說》、1965年傑克·比遜的歌劇《莉茲·博登》都以莉茲及博登謀殺案為底本。
1980年，在舞台劇《血緣關係》中，莎朗·波洛克將博登謀殺案詮釋為莉茲·博登為了掙脫父親束縛而犯下的謀殺。

#### 影視
這宗謀殺案、審判、相關人物，已在許多紀錄片節目重現。1936年，廣播節目《未解之謎》播放了15分鐘的片段，名為《莉茲·博登案》，推論這宗謀殺案的兇手可能是搶劫失敗的流浪漢。2022年BBC廣播電視的Podcast系列《露西·沃斯利的女性殺手》有一集將博登案改編為《莉茲·博登案》。
1975年，ABC製作了電視電影《莉茲·博登的傳說》，伊麗莎白·蒙哥馬利飾演莉茲·博登，凱瑟琳·赫爾蒙德飾演艾瑪·博登，菲奥努拉·弗拉纳根飾演布莉姬·蘇利文。蒙哥馬利去世後，人們才發現她跟莉茲是六代表親。記錄蒙哥馬利-博登關係的族譜學家朗達·麥克盧爾說：「我想知道要是伊麗莎白知道她在演她自己的表親會有什麼感覺。」2014年，Lifetime製作電視電影《莉茲·博登手持斧頭》，由克莉絲汀娜·蕾奇飾演莉茲，2015年推出續集《莉茲·博登編年史》，描述了莉茲·博登在審判後的虛構生活。
2018年上映的電影《莉茲》當中，克蘿伊·塞凡妮飾演莉茲，克莉絲汀·史都華飾演布莉姬·蘇利文，電影描述博登和蘇利文之間的女同性戀關係引致了謀殺。

#### 文學
《瀑河城斧頭謀殺案》是安潔拉·卡特的短篇小說，收錄在作品集《黑色維納斯》中。卡特還寫了另一篇名為〈莉茲的老虎〉的小說，創作了莉茲四歲時在馬戲團的奇遇。1985年，這篇小說收錄在卡特的作品集《美國鬼魂與舊世界奇觀》作為遺作出版。
澳大利亞作家莎拉·施密特於2017年出版的小說《看看我做了什麼》以莉茲和艾瑪·博登、布莉姬·蘇利文、虛構的陌生人視角講述謀殺案和之後發生的事，榮獲MUD文學獎的「小說處女作獎」。艾麗卡·梅爾曼於2017年出版的小說《謀殺者的女傭》以1892年的布莉姬·蘇利文以及跟案件有關的現代妙齡女子的視角講述故事，榮獲獨立出版商圖書獎的「歷史小說金獎」。

### 女性主義
許多作品將莉茲描繪成維多利亞時代屈服於壓力的女性。激進女性主義假設莉茲有罪，將動機归因于她所受的壓迫，她必須為了擺脫這種壓迫而殺人。審判受到性別歧視影響反而對她有利：人們將莉茲視為有女性特質、有愛心又受人尊敬的女子，因為她出身富裕、受過教育。辯護律師的論點是，她這種階級的女性不會犯下如此可怕的罪行，正是這個原因讓她無罪釋放。在謀殺案之後，她性情大變，開始社交、參加盛大的晚會。她終生未婚，是當時的「解放女性」。因此，莉茲·博登成為了1950年代的女性主義象徵。

## 備註
1. ↑  1892年，在其父和繼母死亡案的證詞中，莉茲·博登表示，她的名字是莉茲，而不是伊莉莎白。[1]
2. ↑  作家莎拉·米勒於2016 年出版的《博登謀殺案：莉茲·博登和世紀審判》一書指出，莉茲對鴿子之死感到不安的說法毫無根據，這是關於她的流言之一。[21]